# 挤塑成型
挤塑成型是一种用来制造管道、吸管、窗帘轨道、棒子、纤维等物品的塑料成型制造工艺。颗粒状聚合物原料熔化之后和添加物一起被压入钢模中，形成一个连续的管状。钢模的形状决定了管状物截面的形状，可以是 T 形、 U 形、方形、圆形等等。挤出的管状物在空气中或经过水流冷却成固体形状，之后可以往上印刷或截成等距的形状。挤塑成型和注塑成型相似，但其更适合于制造长的、连续的形状，价格也比较低廉。
几乎任何热塑性塑料和大部分人造橡胶都可以挤塑成型。窗框、门框等建筑组件以及薄板和薄膜均可通过挤塑成型。光纤亦是由挤塑工艺制成。